# Chimarra acinaciformis
Chimarra acinaciformis là một loài Trichoptera trong họ Philopotamidae. Chúng phân bố ở vùng Tân nhiệt đới.